# Pieck Range
Pieck Range är en bergskedja i Antarktis. Den ligger i Östantarktis. Norge gör anspråk på området.
Pieck Range sträcker sig 12,4 kilometer i nord-sydlig riktning. Den högsta toppen är Zwieselhøgda, 2 947 meter över havet.
Topografiskt ingår följande toppar i Pieck Range:
- Søkkhornet
- Zwieselhøgda